# Lantmäterikontoret i Jönköping
Lantmäterikontoret i Jönköping är en kontorsbyggnad som ritades av Malte Erichs och uppfördes 1935.
Lantmäterihuset uppfördes vid Skolgatan, i hörnet mot Hamngatan, bredvid Sveriges Riksbanks filialkontor. Det är en fyravåningshus tegelbyggnad med slammad fasad, i funktionalistisk stil. Söder om byggnaden uppfördes senare Länsstyrelsens i Jönköpings län Landsstatshus 1955. Bägge byggnaderna är delvis byggda på mark, där tidigare Jönköpings slott låg.